# تشارلي كارلسون
تشارلي كارلسون (بالإنجليزية: Charlie Carlson)‏‏ (31 ديسمبر 1943 في سانفورد، فلوريدا - 30 أغسطس 2015 ) منتج أفلام، وروائي، وممثل، وكاتب من الولايات المتحدة.

## الجوائز
- وسام الاستحقاق

## روابط خارجية
- تشارلي كارلسون على موقع IMDb (الإنجليزية)
- تشارلي كارلسون على موقع قاعدة بيانات الفيلم (الإنجليزية)